# Lijst van invoeringsdata van de gregoriaanse kalender per land
Dit is een lijst van invoeringsdata van de gregoriaanse kalender per land. Deze kalender werd in 1582 door paus Gregorius XIII ingevoerd met de pauselijke bul Inter gravissimas ter vervanging van de juliaanse kalender, maar deze werd niet meteen geaccepteerd als vervanging van de juliaanse kalender, waardoor beide kalenders een aantal eeuwen naast elkaar werden gebruikt. De meeste katholieke landen volgden vrijwel direct na de bul van de paus, maar de meeste protestantse landen volgden pas begin 18e eeuw en de meeste orthodoxe landen begin 20e eeuw, waarbij orthodoxe stromingen vaak nog aan de juliaanse kalender vasthouden voor de berekening van feestdagen, waardoor kerst bijvoorbeeld op 7 januari valt.
| Data (gregoriaans)          | Verschil |
| --------------------------- | -------- |
| 15 okt. 1582 - 28 feb. 1700 | 10 dagen |
| 1 mrt. 1700 - 28 feb. 1800  | 11 dagen |
| 1 mrt. 1800 - 28 feb. 1900  | 12 dagen |
| 1 mrt. 1900 - 28 feb. 2100  | 13 dagen |

Bij de overschakeling van de juliaanse naar de gregoriaanse kalender moet er een aantal dagen worden overgeslagen, omdat er in de juliaanse kalender meer schrikkeldagen voorkomen dan in de gregoriaanse. Hoeveel dagen er moet worden gesprongen is afhankelijk van de eeuw van de overschakeling. In de tabel hiernaast is te zien hoeveel dit verschil is per eeuw.
Hieronder volgt een overzicht van de invoeringsdata van de gregoriaanse kalender. Waar van toepassing, is naast de eerste gregoriaanse datum, de laatste juliaanse datum opgenomen in de lijst hieronder.
Verklaring van het kleurgebruik:
- ■ invoering gregoriaanse kalender
- ■ begin graduele invoering gregoriaanse kalender
- ■ herinvoering juliaanse kalender

| land                | land                                                                                 | einddatum juliaans | begindatum gregoriaans    | kal | opmerking | bron                                                   |
| tegenwoordig        | gebied of toenmalige naam                                                            |                    |                           | kal | opmerking | bron                                                   |
| ------------------- | ------------------------------------------------------------------------------------ | ------------------ | ------------------------- | --- | --- | ------------------------------------------------------ |
| Italië              |                                                                                      | 4 oktober 1582     | 15 oktober 1582           | | | [ 1 ] [ 2 ] [ 3 ] [ 4 ] [ 5 ] [ 6 ] [ 7 ] [ 8 ]        |
| Polen               | Pools-Litouwse Gemenebest                                                            | 4 oktober 1582     | 15 oktober 1582           | | [ 4 ] [ 6 ] |                                                        |
| Portugal            |                                                                                      | 4 oktober 1582     | 15 oktober 1582           | | [ 1 ] [ 2 ] [ 3 ] |                                                        |
| Spanje              |                                                                                      | 4 oktober 1582     | 15 oktober 1582           | | [ 1 ] [ 2 ] [ 3 ] |                                                        |
| Verenigde Staten    | Spaanse kolonies in Texas, Florida, Nevada, Arizona en New Mexico                    | 4 oktober 1582     | 15 oktober 1582           | met Spanje | [ 4 ] |                                                        |
| Frankrijk           | Koninkrijk Frankrijk                                                                 | 9 december 1582    | 20 december 1582          | | behalve Elzas | [ 1 ] [ 3 ] [ 5 ] [ 6 ] [ 8 ] [ 9 ]                    |
| Frankrijk           | Lotharingen                                                                          | 9 december 1582    | 20 december 1582          | | [ 2 ] [ 4 ] [ 5 ] |                                                        |
| Frankrijk           | Vorstendom Sedan                                                                     | 9 december 1582    | 20 december 1582          | | [ 3 ] |                                                        |
| Verenigde Staten    | Franse kolonies in de Mississippivallei                                              | 9 december 1582    | 20 december 1582          | met Frankrijk | [ 4 ] |                                                        |
| Nederland           | Habsburgse Nederlanden (Brabant, Zeeland en de Staten-Generaal)                      | 14 december 1582   | 25 december 1582          | | | [ 1 ] [ 6 ] [ 7 ] [ 8 ] [ 9 ]                          |
| België              | Habsburgse Nederlanden (zuidelijke provincies)                                       | 21 december 1582   | 1 januari 1583            | | | [ 2 ] [ 3 ] [ 5 ] [ 9 ]                                |
| Nederland           | Habsburgse Nederlanden (zuidelijke provincies)                                       | 21 december 1582   | 1 januari 1583            | | | [ 2 ] [ 3 ] [ 5 ] [ 9 ]                                |
| Duitsland           | rooms-katholieke staten                                                              | 21 december 1582   | 1 januari 1583            | verschillende data (1583–1585), zie onder | [ 3 ] [ 6 ] |                                                        |
| Nederland           | Habsburgse Nederlanden (Holland)                                                     | 1 januari 1583     | 12 januari 1583           | | | [ 1 ] [ 8 ] [ 10 ]                                     |
| Nederland           | Habsburgse Nederlanden (stad Groningen)                                              | 10 februari 1583   | 21 februari 1583          | | Filips II had op 10 januari 1583 een edict uitgevaardigd dat op 10 februari 21 februari zou volgen. Dit edict werd echter pas op 28 februari in Groningen, dat in Spaanse handen was, bekendgemaakt. Hierop is besloten om in Groningen op 1 maart 12 maart te laten volgen. Na de verovering door Maurits van Oranje werd dit teruggedraaid, op 19 november 1594 volgde 10 november in de juliaanse kalender.                                                     | [ 1 ] [ 6 ] [ 8 ] [ 10 ]                               |
| België              | Prinsbisdom Luik, graafschap Loon                                                    | 10 februari 1583   | 21 februari 1583          | | [ 4 ] [ 5 ] [ 8 ] [ 11 ] |                                                        |
| Duitsland           | Augsburg (prinsbisdom en rijksstad)                                                  | 13 februari 1583   | 24 februari 1583          | | | [ 2 ] [ 4 ] [ 5 ]                                      |
| Duitsland           | Keurvorstendom Trier                                                                 | 4 oktober 1583     | 15 oktober 1583           | | | [ 4 ] [ 5 ] [ 9 ]                                      |
| Oostenrijk          | Brixen, Salzburg, Tirol                                                              | 5 oktober 1583     | 16 oktober 1583           | | | [ 2 ] [ 5 ] [ 6 ]                                      |
| Duitsland           | Hertogdom Beieren, rijksstad Regensburg, prinsbisdom Freising, prinsbisdom Eichstätt | 5 oktober 1583     | 16 oktober 1583           | | [ 2 ] [ 5 ] [ 6 ] |                                                        |
| Duitsland           | Gulik-Berg                                                                           | 2 november 1583    | 13 november 1583          | | | [ 4 ] [ 5 ] [ 8 ]                                      |
| Duitsland           | Keulen (aartsbisdom en rijksstad), Rijk van Aken                                     | 3 november 1583    | 14 november 1583          | | | [ 4 ] [ 5 ] [ 8 ]                                      |
| Duitsland           | Prinsbisdom Würzburg                                                                 | 4 november 1583    | 15 november 1583          | | | [ 2 ] [ 4 ] [ 5 ]                                      |
| Duitsland           | Mainz (keurvorstendom en aartsbisdom)                                                | 11 november 1583   | 22 november 1583          | | | [ 2 ] [ 4 ] [ 5 ]                                      |
| Duitsland           | Prinsbisdom Münster, hertogdom Kleef, Baden                                          | 17 november 1583   | 28 november 1583          | | | [ 4 ] [ 5 ] [ 8 ] [ 9 ]                                |
| Oostenrijk          | Karinthië, Stiermarken                                                               | 14 december 1583   | 25 december 1583          | | | [ 5 ] [ 6 ]                                            |
| Tsjechië            | Bohemen, Moravië                                                                     | 6 januari 1584     | 17 januari 1584           | | | [ 2 ] [ 4 ] [ 5 ] [ 6 ]                                |
| Zwitserland         | Luzern, Uri, Schwyz, Zug, Solothurn, Fribourg                                        | 11 januari 1584    | 22 januari 1584           | | katholieke Zwitserse kantons | [ 2 ] [ 4 ] [ 5 ]                                      |
| Duitsland           | Lausitz, Silezië                                                                     | 12 januari 1584    | 23 januari 1584           | | | [ 2 ] [ 4 ] [ 5 ]                                      |
| Polen               | Lausitz, Silezië                                                                     | 12 januari 1584    | 23 januari 1584           | | | [ 2 ] [ 4 ] [ 5 ]                                      |
| Zwitserland         | Appenzell                                                                            | 1 juni 1584        | 1584                      | | | [ 2 ] [ 3 ]                                            |
| Zwitserland         | Unterwalden                                                                          | 1 juni 1584        | juni 1584                 | | | [ 2 ] [ 3 ] [ 4 ] [ 5 ]                                |
| Duitsland           | Hertogdom Westfalen                                                                  | 1 juli 1584        | 12 juli 1584              | | | [ 4 ] [ 5 ]                                            |
| Duitsland           | Prinsbisdom Paderborn                                                                | 16 juni 1585       | 27 juni 1585              | | | [ 4 ] [ 5 ]                                            |
| Hongarije           |                                                                                      | 21 oktober 1587    | 1 november 1587           | | | [ 6 ]                                                  |
| Zwitserland         | Appenzell Ausserrhoden                                                               | 1 januari 1590     | 1590                      | | | [ 2 ] [ 3 ]                                            |
| Roemenië            | Vorstendom Transsylvanië                                                             | 14 december 1590   | 25 december 1590          | | | [ 4 ] [ 5 ]                                            |
| Nederland           | Habsburgse Nederlanden (stad Groningen)                                              | 19 november 1594   | 10 november 1594          | | Teruggedraaid na de verovering van Maurits van Oranje op de Spanjaarden. | [ 1 ] [ 4 ] [ 8 ] [ 9 ] [ 10 ]                         |
| Canada              | vasteland van Nova Scotia                                                            | 1 januari 1605     | 1605                      | | keerde na 13 oktober 1710 terug naar 2 oktober juliaans | [ 6 ]                                                  |
| Duitsland           | Pruisen                                                                              | 22 augustus 1610   | 2 september 1610          | | | [ 6 ]                                                  |
| Letland             | Koerland                                                                             | 1 januari 1617     | 1617                      | | | [ 2 ] [ 4 ] [ 5 ]                                      |
| Zwitserland         | Wallis                                                                               | 1 januari 1622     | 1622                      | | | [ 2 ]                                                  |
| Duitsland           | Osnabrück                                                                            | 1 januari 1624     | 1624                      | | | [ 4 ] [ 9 ]                                            |
| Duitsland           | Prinsbisdom Hildesheim                                                               | 15 maart 1631      | 26 maart 1631             | | | [ 4 ] [ 5 ]                                            |
| Frankrijk           | Elzas                                                                                | 5 februari 1682    | 16 februari 1682          | | | [ 2 ] [ 3 ] [ 5 ]                                      |
| Duitsland           | protestantse staten                                                                  | 18 februari 1700   | 1 maart 1700              | | veel lokale variaties | [ 2 ] [ 3 ] [ 4 ] [ 5 ] [ 6 ] [ 8 ] [ 10 ]             |
| Denemarken          | Koninkrijk Denemarken en Noorwegen                                                   | 18 februari 1700   | 1 maart 1700              | | [ 2 ] [ 4 ] [ 5 ] [ 6 ] [ 8 ] |                                                        |
| Noorwegen           | Koninkrijk Denemarken en Noorwegen                                                   | 18 februari 1700   | 1 maart 1700              | | [ 2 ] [ 4 ] [ 5 ] [ 6 ] [ 8 ] |                                                        |
| Zweden              | Koninkrijk Zweden                                                                    | 28 februari 1700   | 1 maart 1700              | | één dag verschoven (schrikkeldag verviel) in verband met mislukte graduele wijziging; in 1712 na de dubbele schrikkeldag 30 februari terug naar de juliaanse kalender | [ 3 ] [ 5 ] [ 6 ] [ 12 ]                               |
| Finland             | Koninkrijk Zweden                                                                    | 28 februari 1700   | 1 maart 1700              | | één dag verschoven (schrikkeldag verviel) in verband met mislukte graduele wijziging; in 1712 na de dubbele schrikkeldag 30 februari terug naar de juliaanse kalender | [ 3 ] [ 5 ] [ 6 ] [ 12 ]                               |
| Nederland           | Republiek der Zeven Verenigde Nederlanden (Gelderland)                               | 30 juni 1700       | 12 juli 1700              | | | [ 4 ] [ 5 ] [ 6 ] [ 7 ] [ 8 ] [ 9 ]                    |
| Nederland           | Republiek der Zeven Verenigde Nederlanden (Utrecht, Overijssel)                      | 30 november 1700   | 12 december 1700          | | | [ 4 ] [ 5 ] [ 6 ] [ 7 ] [ 8 ] [ 9 ]                    |
| Zwitserland         | Zürich, Bern, Bazel, Schaffhausen, Genève, Neuchãtel, Thurgau, Biel, Sargans         | 31 december 1700   | 12 januari 1701           | | protestantse kantons van Zwitserland; veel lokale variaties | [ 2 ] [ 3 ] [ 4 ] [ 5 ] [ 6 ]                          |
| Frankrijk           | Mulhouse                                                                             | 31 december 1700   | 12 januari 1701           | destijds zugewandte Ort van Zwitserland | | [ 2 ] [ 3 ] [ 4 ] [ 5 ] [ 6 ]                          |
| Nederland           | Republiek der Zeven Verenigde Nederlanden (Friesland, Groningen)                     | 31 december 1700   | 12 januari 1701           | tweede keer voor Groningen | [ 1 ] [ 4 ] [ 5 ] [ 6 ] [ 7 ] [ 8 ] [ 10 ] |                                                        |
| Nederland           | Republiek der Zeven Verenigde Nederlanden (Drenthe)                                  | 30 april 1701      | 12 mei 1701               | | | [ 1 ] [ 6 ] [ 7 ] [ 8 ]                                |
| Canada              | vasteland van Nova Scotia                                                            | 12 oktober 1710    | 2 oktober 1710            | | | [ 4 ]                                                  |
| Zweden              | Koninkrijk Zweden                                                                    | 30 februari 1712   | 1 maart 1712              | | mislukte graduele wijziging; dubbele schrikkeldag 30 februari om weer gelijk te lopen met de juliaanse kalender | [ 3 ] [ 5 ] [ 6 ] [ 12 ]                               |
| Finland             | Koninkrijk Zweden                                                                    | 30 februari 1712   | 1 maart 1712              | | mislukte graduele wijziging; dubbele schrikkeldag 30 februari om weer gelijk te lopen met de juliaanse kalender | [ 3 ] [ 5 ] [ 6 ] [ 12 ]                               |
| Zwitserland         | Sankt Gallen, Glarus                                                                 | 1 januari 1724     | 1724                      | | | [ 2 ] [ 4 ] [ 5 ]                                      |
| Zwitserland         | Appenzell Ausserrhoden                                                               | 1 januari 1724     | januari 1724              | | | [ 2 ] [ 4 ] [ 5 ]                                      |
| Verenigd Koninkrijk | Koninkrijk Groot-Brittannië                                                          | 2 september 1752   | 14 september 1752         | | Engeland en Wales lieten, ter voorbereiding op de datumsprong, 31 december 1751 volgen door 1 januari 1752, waarmee de oude annunciatiestijl afgeschaft werd (iets dat Schotland al per 1 januari 1600 gedaan had). Het nieuwe jaar begon voortaan op 1 januari in plaats van op 25 maart zoals tot dan toe gebruikelijk was. Toen men in september 1752 elf dagen had laten vervallen, liep men gelijk met het vasteland. Dat was voor het eerst in zeven eeuwen. | [ 1 ] [ 2 ] [ 3 ] [ 5 ] [ 6 ] [ 7 ] [ 8 ] [ 9 ] [ 12 ] |
| Ierland             | Koninkrijk Ierland                                                                   | 2 september 1752   | 14 september 1752         | Ook in het Koninkrijk Ierland, feitelijk een kroondomein van de Engelse koning, werd eerst de annunciatiestijl afgeschaft. Voor Noord-Ierland gelden hier geen uitzonderingen. | [ 2 ] [ 6 ] [ 13 ] |                                                        |
| Verenigde Staten    | Oostkust, Washington, Oregon                                                         | 2 september 1752   | 14 september 1752         | | [ 6 ] |                                                        |
| Canada              | Newfoundland, kust van de Hudsonbaai, vasteland van Nova Scotia                      | 2 september 1752   | 14 september 1752         | tweede keer voor het vasteland van Nova Scotia | [ 6 ] |                                                        |
| Zweden              | Koninkrijk Zweden                                                                    | 17 februari 1753   | 1 maart 1753              | | tweede keer; toen Finland later deel werd van Rusland bleef de gregoriaanse kalender de officiële, maar ook de juliaanse werd soms gebruikt | [ 3 ] [ 5 ] [ 6 ] [ 8 ] [ 12 ]                         |
| Finland             | Koninkrijk Zweden                                                                    | 17 februari 1753   | 1 maart 1753              | | tweede keer; toen Finland later deel werd van Rusland bleef de gregoriaanse kalender de officiële, maar ook de juliaanse werd soms gebruikt | [ 3 ] [ 5 ] [ 6 ] [ 8 ] [ 12 ]                         |
| Verenigde Staten    | Hawaï                                                                                | n.v.t.             | 21 januari 1778           | | eerste contact met Europeanen | [ 4 ]                                                  |
| Zwitserland         | Graubünden                                                                           | 1 januari 1784     | 1784                      | | veel lokale variaties (1760-1812) | [ 2 ] [ 5 ]                                            |
| Letland             | Koerland                                                                             | 1 januari 1796     | 1796                      | | | [ 2 ] [ 4 ]                                            |
| Litouwen            | Litouwen onder Rusland                                                               | 11 januari 1800    | 1 januari 1800            | | | [ 4 ]                                                  |
| Zwitserland         | Unterengadin                                                                         | 1 januari 1811     | 1811                      | | | [ 2 ]                                                  |
| Canada              | resterende gebieden                                                                  | n.v.t.             | vanaf eerste nederzetting | | |                                                        |
| Verenigde Staten    | Alaska                                                                               | 6 oktober 1867     | 18 oktober 1867           | | Toen Alaska deel werd van de Verenigde Staten. Omdat de internationale datumgrens tegelijkertijd werd verschoven werden er slechts 11 dagen overgeslagen in plaats van 12, en volgde vrijdag 6 oktober op vrijdag 18 oktober. | [ 6 ] [ 12 ]                                           |
| Japan               |                                                                                      | n.v.t.             | 1 januari 1873            | | ingevoerd naast de traditionele Japanse kalender | [ 6 ]                                                  |
| Egypte              |                                                                                      | n.v.t.             | 1875                      | | | [ 6 ]                                                  |
| China               |                                                                                      | n.v.t.             | 1912                      | | verving de Chinese kalender, maar werd niet overal gebruikt tot de communistische revolutie in 1949 | [ 6 ]                                                  |
| Albanië             |                                                                                      | 14 november 1912   | 28 november 1912          | | | [ 14 ]                                                 |
| Litouwen            |                                                                                      | 15 november 1915   | 29 november 1915          | | | [ 4 ]                                                  |
| Letland             |                                                                                      |                    | 1915–1918                 | | tijdens Duitse bezetting |                                                        |
| Bulgarije           |                                                                                      | 31 maart 1916      | 14 april 1916             | | | [ 6 ] [ 14 ]                                           |
| Turkije             | Ottomaanse Rijk                                                                      | 15 februari 1917   | 1 maart 1917              | | In Turkije werd destijds de Rumi-jaartelling gebruikt, die gebaseerd is op de islamitische jaartelling. Omdat het Turkse jaar tot de invoering van de gregoriaanse kalender op 1 maart begon, volgde 1 maart 1333 op 15 februari 1332. De christelijke jaartelling zou uiteindelijk op 1 januari 1926 worden ingevoerd door president Atatürk van de nieuwe Republiek Turkije.                                                                                     | [ 4 ] [ 14 ]                                           |
| Rusland             |                                                                                      | 31 januari 1918    | 14 februari 1918          | | in oostelijke gebieden mogelijk later, tot 1920 | [ 1 ] [ 6 ] [ 14 ]                                     |
| Estland             |                                                                                      | 31 januari 1918    | 14 februari 1918          | | [ 1 ] [ 6 ] [ 14 ] |                                                        |
| Servië              | Koninkrijk der Serven, Kroaten en Slovenen                                           | 18 januari 1919    | 1 februari 1919           | | De gregoriaanse kalender was al ingevoerd in gebieden die voorheen Oostenrijks waren, anno 2024 de landen Bosnië en Herzegovina, Kroatië en Slovenië. | [ 2 ]                                                  |
| Montenegro          | Koninkrijk der Serven, Kroaten en Slovenen                                           | 18 januari 1919    | 1 februari 1919           | | De gregoriaanse kalender was al ingevoerd in gebieden die voorheen Oostenrijks waren, anno 2024 de landen Bosnië en Herzegovina, Kroatië en Slovenië. | [ 2 ]                                                  |
| Noord-Macedonië     | Koninkrijk der Serven, Kroaten en Slovenen                                           | 18 januari 1919    | 1 februari 1919           | | De gregoriaanse kalender was al ingevoerd in gebieden die voorheen Oostenrijks waren, anno 2024 de landen Bosnië en Herzegovina, Kroatië en Slovenië. | [ 2 ]                                                  |
| Roemenië            | Koninkrijk Roemenië                                                                  | 31 maart 1919      | 14 april 1919             | | de Grieks-orthodoxe gebieden mogelijk later | [ 4 ]                                                  |
| Griekenland         |                                                                                      | 15 februari 1923   | 1 maart 1923              | | | [ 2 ] [ 4 ] [ 6 ] [ 14 ]                               |
| Saoedi-Arabië       |                                                                                      | n.v.t.             | 1 oktober 2016            | | wordt naast de islamitische kalender gebruikt | [ 15 ]                                                 |